# Xenoblade Chronicles 2
Xenoblade Chronicles 2, chamado no Japão de Xenoblade 2 (ゼノブレイド2, Zenobureido Tsū), é um jogo eletrônico de RPG de ação desenvolvido pela Monolith Soft e publicado pela Nintendo. O título faz parte da metassérie Xeno e é uma sequência de Xenoblade Chronicles, tendo sido lançado em 1 de dezembro de 2017 exclusivamente para Nintendo Switch.
Na jogabilidade, Xenoblade Chronicles 2 é semelhante aos jogos anteriores mas com mecânicas adicionais. Ele apresenta um cenário e personagens diferentes dos dois jogos da franquia Xenoblade Chronicles, e marca o retorno da série focada em histórias, ao contrário do capítulo anterior que focou mais na jogabilidade e na exploração do mundo aberto. Xenoblade Chronicles 2 acontece em Alrest, um mundo coberto por um mar de nuvens. Os humanos vivem em cima e dentro de grandes criaturas vivas conhecidas como Titans. Algumas pessoas conhecidas como "Drivers" podem invocar seres poderosos conhecidos como Lâminas de Cristais. Depois que eles são contratados para uma missão de salvamento, um jovem herói chamado Rex entra em contato com uma lendária Lâmina chamada Pyra, tornando-se indiretamente seu motorista e promete levá-la para um paraíso lendário chamado Elysium. Ao longo de sua jornada, Rex e seu grupo são perseguidos por Torna, uma organização criada para tomar o poder de Pyra.
O jogo recebeu críticas positivas, com elogios direcionados à sua história, combate, música, ambientes e quantidade de conteúdo. O título vendeu mais de 2 milhões de cópias até novembro de 2020 e tornou-se o jogo de maior sucesso comercial da Monolith Soft. O conteúdo para download foi lançado no seguinte com uma expansão focada na história foi lançada em setembro daquele ano. A expansão Torna – The Golden Country é ambientada 500 anos antes do jogo principal e apresenta novas mecânicas de jogabilidade.

## Sinopse
Xenoblade Chronicles 2 é uma sequência de Xenoblade Chronicles de 2010, porém possui um elenco de personagens e mundo de jogo totalmente novos. Os protagonistas são Rex e sua amiga Pyra, que estão à procura do Elísio, o paraíso da humanidade. A história se passa em um enorme oceano de nuvens, onde os últimos remanescentes da civilização vivem sobre as costas de feras colossais conhecidas como os Titãs.

### Personagens
O jogador encarna Rex, um jovem recuperador, e o guia em sua jornada para o Elísio. A seu lado está Pyra, uma das lâminas de fogo mais poderosas de Alrest, sendo a última um Aegis. Pyra acaba se revelando a forma selada de Mythra, lâmina com o poder da luz, a que tudo se opõe por seu caráter. Elas podem, assim, passar de uma a outra, compartilhando sua memória e suas lembranças.

## Posteridade
Pyra e Mythra foram incorporadas como lutadoras adicionais em Super Smash Bros. Ultimate. Em combate, é possível passar livremente de uma para a outra, como no jogo original. Rex também aparece durante o Final Smash.